# Кіновар

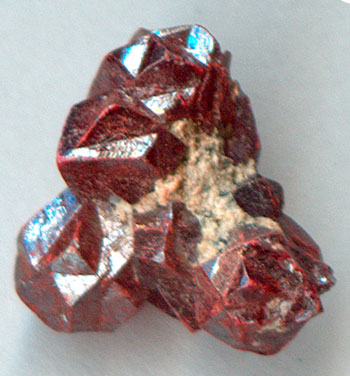
Двійники кіновару

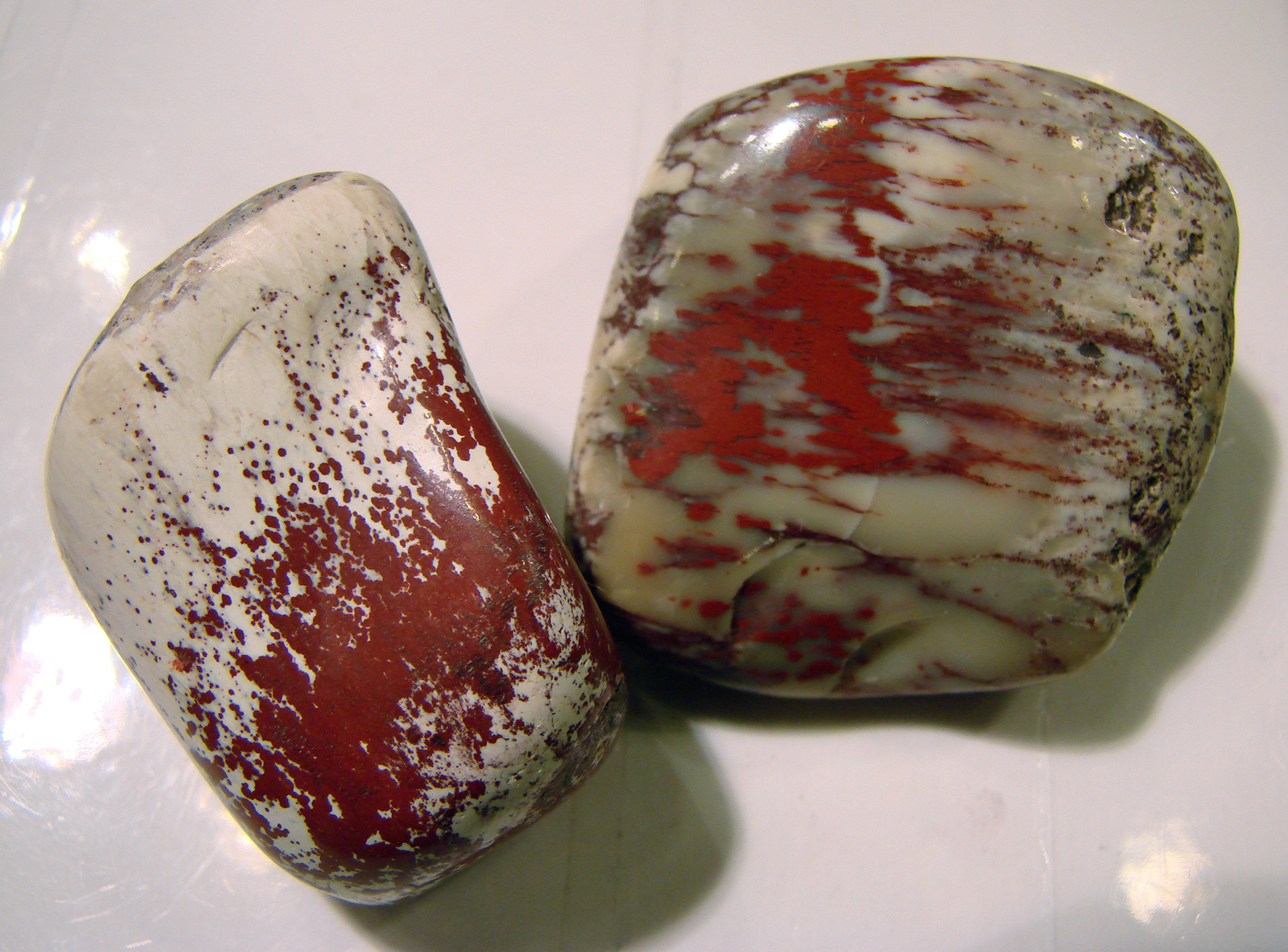
Кіновар в алуніті

Кінова́р або цино́бра — важливий низькотемпературний гідротермальний мінерал класу простих сульфідів. Синонім — циніум. Кіновар — одна з найдревніших мінеральних фарб. Основний склад — сульфід ртуті.

## Походження назви
Слова «кіновар» і «цинобра» походять від грецького κινναβαρις: форма «кіновар» — запозичення безпосередньо з середньогрецької, а форма «цинобра» — через латинське і німецьке посередництво (грец. κινναβαρις > лат. cinnabaris > нім. Zinnober). До грецької це слово потрапило з якоїсь східної мови (пор. перс. šängärf — «червоний свинець», «кіновар»). Назви цього мінералу в інших слов'янських мовах можуть бути як запозиченими з грецької (рос. киноварь, болг. киновар, біл. кінавар), так з латинської мови: чи безпосередньо з неї (чеськ. і словац. cinabarit), чи через нім. Zinnober (пол. cynober, чеськ. cinobr, мак. цинобер, серб. цинобер/cinober, словен. cinober).

## Загальний опис
Сульфід ртуті ланцюжкової будови HgS. Містить 86,2 % Hg і 13,8 % S, домішки — Se (до 1 %), сліди Те.
Сингонія тригональна.
Руда ртуті.
Твердість 2-3,
Густина 8,0-8,2.
Колір червоний.
Блиск переважно алмазний.
Риса яскраво-червона.
Злом неясно-раковистий.
Крихка.
Поганий провідник електрики.
Діамагнітна.
Кіновар утворює товсто-таблитчаті, ромбоедричні, рідше — призматичні кристали; характерні зернисті агрегати; часто зустрічаються двійники, в тому числі двійники-проростки.
Кіновар типовий мінерал приповерхневих гідротермальних родовищ. Утворюється в лужному середовищі в зв'язку з молодими вулканічними проявами, де міститься разом з антимонітом, піритом, марказитом, реальгаром, арсенопіритом.
В Україні видобували на Микитівському родовищі (Донбас) до 1991 року, є на Закарпатті. Археологічні розкопки свідчать, що тут її добували задовго до нашої ери. Геродот зазначав, що греки отримують червону фарбу від скіфів, які живуть в Причорномор'ї.
Родововища: Альмаден (Іспанія); Авала (Ідрія, Югославія).
Основні методи збагачення — відсадка і флотація при рН 5-7.